# Райновци (Великотырновская область)
Райновци (болг. Райновци) — село в Болгарии. Находится в Великотырновской области, входит в общину Елена.

## Политическая ситуация
Райновци подчиняется непосредственно общине и не имеет своего кмета.
Кмет (мэр) общины Елена — Сашо Петков Топалов (Болгарская социалистическая партия (БСП)) по результатам выборов в правление общины.